# Aedes nyasae
Aedes nyasae är en tvåvingeart som beskrevs av Edwards 1930. Aedes nyasae ingår i släktet Aedes och familjen stickmyggor. Inga underarter finns listade i Catalogue of Life.